# Fritz Krauß (Fußballspieler)
Fritz Krauß (* 7. Juli 1906; † nach 1965) war ein deutscher Fußballspieler und Fußballtrainer. Mit Wacker Leipzig stand er 1929 in der Endrunde der deutschen Meisterschaft. 1950/51 war er als Trainer in der ersten Saisonhälfte am späteren Triumph der BSG Chemie Leipzig in der DDR-Meisterschaft beteiligt.

## Sportliche Laufbahn
Mit 20 Jahren stieß Fritz Krauß 1926/27 zum SC Wacker Leipzig, der in dieser Zeit im Gau Nordwestsachsen (ab 1927/28 in Gau Groß-Leipzig umbenannt) spielte. 1929 wurde Krauß mit dem SC Wacker Leipzig mitteldeutscher Pokalsieger, der sich damit für die Endrunde der deutschen Fußballmeisterschaft 1928/29 qualifizierte. Der SC Wacker traf in der ersten Runde auf den FC Schalke 04 und schied unter Mitwirkung von Fritz Krauß nach einer 1:5-Niederlage aus dem Wettbewerb aus. 1932 und 1933 wurde Krauß mit Wacker Gaumeister, was 1933 zum Aufstieg in die neu eingeführte Gauliga Sachsen führte. In dieser, einer von mehreren höchsten Fußballklassen im deutschen Fußball, hielt sich der FC Wacker mit Krauß bis 1937. 1940 gelang für eine Spielzeit noch einmal der Aufstieg in die Gauliga, danach spielten die Wackeraner in der zweitklassigen Bezirksklasse Leipzig. Dort verhalf Krauß der Mannschaft 1942 und 1943 zur Bezirksmeisterschaft.
Nach dem Zweiten Weltkrieg spielte Fritz Krauß zunächst von 1946 bis 1948 bei der SG Leipzig-Gohlis Nord, dem Nachfolger des SC Wacker. 1948 wurde er mit den Gohlisern Vizemeister des Fußballbezirks Leipzig. Anschließend wurde Krauß Trainer bei der SG Leipzig Leutzsch. Unter dem Namen ZSG Industrie wurden die Leipziger unter Krauß 1948/49 Dritter der sächsischen Fußballmeisterschaft. Damit war die Mannschaft für die erste Saison der neu gegründeten ostdeutschen Zonenliga (später DS-Oberliga, DDR-Oberliga) qualifiziert. Unter Krauß erreichte die ZSG Industrie am Ende der Saison Platz neun unter vierzehn Mannschaften. Zu Beginn der Spielzeit 1950/51 wurde die ZSG in die Betriebssportgemeinschaft (BSG) Chemie Leipzig umgewandelt, und Fritz Krauß blieb zunächst weiter Trainer der Oberligamannschaft. Bis zum 15. Spieltag führte er die Mannschaft auf den zweiten Platz der Oberliga. Zwei Tage später, am 28. November 1950, gab Krauß sein Traineramt auf. Danach blieb der Trainerposten mehrere Wochen unbesetzt, und einige Chemie-Spieler übernahmen das Training. Im März wurde zunächst Hans Höfer Trainer, ihm folgte im Mai Rolf Kukowitsch, der schließlich der BSG Chemie Leipzig den Meistertitel sicherte.
In der folgenden Fußballsaison übernahm der 45-jährige Fritz Krauß kein Traineramt im höherklassigen Fußball und tauchte dort auch später nicht mehr auf. In den 1950er und zu Beginn der 1960er Jahre war er Trainer der Bezirksligamannschaften Traktor Delitzsch und Motor Gohlis Nord (4. Liga).

## Familie
Fritz' älterer Bruder Gustav Krauß, ein Fleischermeister in Leutzsch, war Mitbegründer des FC Britannia 1899, Vorgängerverein des TuRa Leipzig und der BSG Chemie Leipzig. Fritz' Bruder Max Krauß spielte ebenfalls für Wacker Leipzig. Fritz' Sohn Roland spielte später im ostdeutschen Fußball für die beiden größten Leipziger Mannschaften, den 1. FC Lok und die BSG Chemie, im Oberhaus. Dessen Sohn Holger Krauß war Fußballspieler und Fußballtrainer in Leipzig und Umgebung. Holgers Sohn – Fritz' Urenkel Tom Krauß – ist Fußballprofi in der Ersten und Zweiten Bundesliga (RB Leipzig, 1. FC Nürnberg, FC Schalke 04).

## Erfolge
- Torschützenkönig der Gauliga Nordwestsachsen: 1928, 1929[4]